# رهاب السيارات

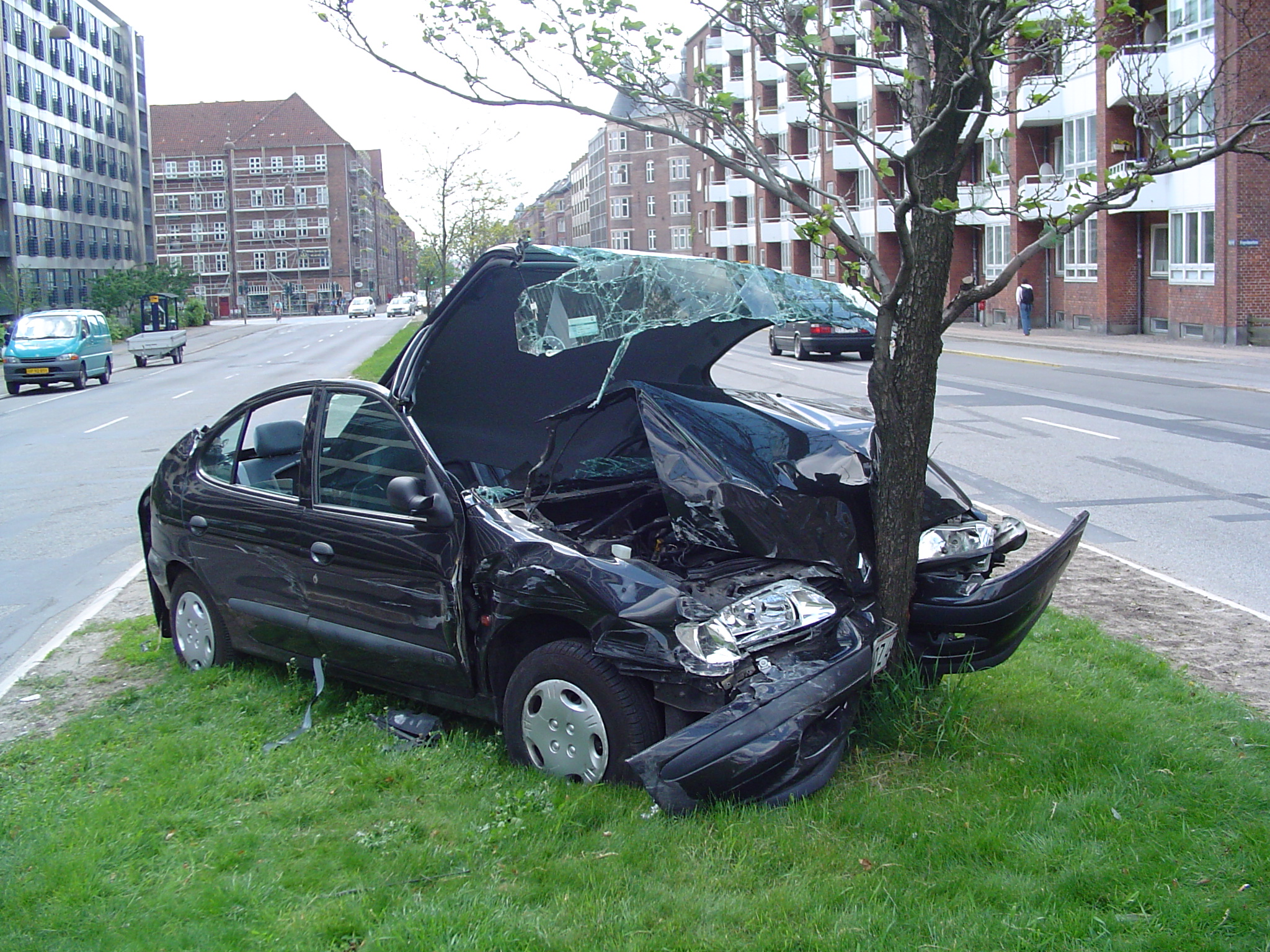
حادث سيارة

رهاب السيارات أو الأماكسوفوبيا أو الهاماكسوفوبيا أو الأكوفوبيا أو الموتورفوبيا (بالإنجليزية: Amaxophobia)‏ هو رهاب أو خوف متواصل وغير طبيعي من ركوب أو قيادة السيارة، أو قيام من يحبون بفعل ذلك. وينبغي عدم الخلط مع الخوف من سمات السائقين المبتدئين، والتي يمكن التغلب عليها من خلال الممارسة المستمرة.

## أصل التسمية
يعود أصل التسمية أماكسوفوبيا \ هاماكسوفوبيا إلى الكلمتين اليونانيتين ἄμαξα (ámaxa أماكسا) أو ἅμαξα (hamaxa هاماكسا), «عربة» and φόβος (فوبوس phóbos), «خوف».

## الأسباب
قد يكون من أسباب رهاب الأماكسوفوبيا انتشار حوادث السيارات عموما، وقد يكون السبب هو تعرض المريض لحادث سيارة، أو فقدانه لشخص عزيز قتل أو أصيب في حادث مروري.

## الأعراض
يخاف المصابون بهذا الرهاب من ركوب السيارة خوفاً من الحوادث المرورية، التي تسبب الإعاقة أو الوفاة. وتشمل الأعراض:
- نوبة ذعر
- تسارع دقات القلب
- ضيق تنفس
- تعرق بارد
- رغبة بالهروب